# Гедеон (Балабан)
Його преосвященство кир Гедео́н (у миру — Балаба́н Григо́рій Ма́ркович, Гедеон Балабан; 9 лютого 1530 — 10 лютого 1607) — український церковний і політичний діяч, архієрей Київської митрополії Константинопольської православної церкви. З 1565 (номінально; реально — з 1576) року єпископ Галицький, Львівський і Кам'янець-Подільський. Після Берестейської унії 1596 року — екзарх Константинопольського патріарха для українських земель, фактичний керівник Київської митрополії. Представник роду Балабанів гербу Корчак.
Спочатку — «головний промотор», пізніше — палкий противник унії з римо-католицькою церквою й оборонець православної церкви. Засновник друкарень у селах Стратині Рогатинського району та Крилосі — Галицького.

## З життєпису
Народився 1530 року. Походив з дрібних українських шляхтичів Галичини, вихідці з Волині.Батько — Арсеній (Балабан) (у світі Марко), попередній єпископ Галицький і Львівський.
У 1565 (за іншими даними, отримав від короля після прохання батька експектативу у 1566) році став адміністратором єпархії за життя батька, без прийняття постригу. Після смерті батька 1569 року розпочалась тривала боротьба за посаду. Львівський католицький архієпископ Станіслав Сломовський, посилаючись на давнє право, за яким латинські архієпископи Львова мали право представляти свою кандидатуру на цю посаду, для затвердження королю подав Івана Лопатку-Осталовського. Король доручив львівському старості поставити останнього єпископом, чому спротивився Г. Балабан. Після смерті І. Лопатки-Осталовського у 1576 став єпископом Галицьким, Львівським і Кам'янець-Подільським. Згодом став власником значних маєтків.
В 1582 році виступив проти запровадження в Україні григоріанського календаря.
1585 року допоміг Львівському братству відновити (викупити) друкарню Івана Федоровича, а також сприяв відкриттю Львівської братської школи.
15 лютого того самого року завдяки втручанню князя Костянтина Василя Острозького, нунція Болоньєтті, достойників Корони та ВКЛ уклав угоду з латинським архієпископом Яном Димітром Соліковським, за якою обидві сторони мали припинити обопільне насильство до часу згоди між Папою та Патріархом.
Після того, як 1586 року патріарх Антіохійський Йоаким V Дау надав братству ставропігію, що підривало авторитет єпископської влади, почав вести з ним боротьбу. Зокрема, неврегульованим було питання власності над Онуфріївським та Унівським монастирями.
В 1587 році була згода між ним та братством, підтримав заходи братства стосовно заснування школи, друкарні. Зіпсулись стосунки після затвердження постанови Патріарха Єремії про реформу Йоакима IV.
Митрополит Київський Михайло Рогоза, згодом і Берестейський церковний собор 1590 року та патріарх Константинопольський вирішили суперечку на користь братства. Г. Балабан звернувся до короля Сигізмунда III Вази з проханням призначити комісію для перегляду цієї справи. Після цього, за згодою патріарха, митрополит М. Рогоза оголосив про звільнення Гедеона з кафедри і зняття сану за те, що він не підкорився ні митрополиту, ні Собору, ні патріарху, а виніс церковну суперечку на світський суд. Г. Балабан не підкорився цьому рішенню (1593 — відлучення (діал. «викляття», пол. kłatwa), 26 вересня 1594 року на синоді в Новогрудку винесено рішення про позбавлення сану).
1590 року брав участь у переговорах (Берестейський синод) про з'єднання Київської православної митрополії з католицькою церквою; став ініціатором наради єпископів Холмського і Белзького Діонісія Збируйського, Луцького Кирила Терлецького, Пінського і Турівського Леонтія Пельчинського, яка проходила у Белзі, де вперше було піднято питання про об'єднання (унію) православної та католицької церков. У 1591—1594 роках королю Сигізмунду III Вазі і Папі Римському Клименту VIII надійшло кілька грамот з проханням про введення унії для православних Польщі, де були його підпис і печатка.
Напружені стосунки з частиною вищого кліру та мирян стали причиною його пошуку підтримки серед світської влади та РКЦ. Іпатій (Потій) стверджував, що Г. Балабан їздив до резиденції львівського латинського архієпископа (тоді ним був Ян Димітр Соліковський) у Дунаєві для отримання підтримки у справі «визволення з неволі константинопольських патріархів». Ян Димітр Соліковський сприйняв дуже недовірливо позицію Г. Балабана через його тодішні конфлікти.
1595 року на з'їзді духівництва Галицько-Львівської єпархії єпископ оголосив, що, за прикладом вищого духівництва, він визнає зверхність папи Римського. Після цього прихильник унії митрополит Михайло Рогоза відновив його в єпископських правах і скасував свої попередні рішення на користь Успенського братства.
Незабаром різко змінив погляди. На Берестейському соборі 1596 року він став на боці князя Василя-Костянтина Острозького, тобто, проти унії, на цій позиції лишився до смерті.
Після 1596 року, поряд з єпископом Перемиським Михайлом Копистенським, залишився єдиним православним ієрархом в Речі Посполитій. За це був відлучений від церкви греко-католицьким митрополитом Київським Михайлом Рогозою. Проте, патріарх Константинопольський Мелетій Пігас призначив його 4 серпня 1597 року своїм екзархом для українських земель з титулом «екзарх Руської церкви», фактично — місцеблюстителем Київського митрополичого престолу і першоієрархом всіх православних країни.
На початку 1596 року відкрив у своєму маєтку в містечку Стрятині греко-слов'янську школу, у 1604 році разом з небожем Федором Балабаном — друкарню. Заснував також друкарню у Крилосі. Дбав про шкільництво, боровся з забобонністю, видавав церковні книги, зокрема:
- «Харитонія» (1602)
- «Служебник» (1604)[6]
- «Требник» (1606)[6]
- «Учительне євангеліє»[6] свого авторства

У камені, вмурованому над входом до церкви Різдва Христового у Тернополі згадане його ім'я (при ньому почали споруджувати теперішній храм).
Під кінець життя намагався зробити своїм наступником свояка, унівського архимандрита Ісаю Балабана (кандидатуру відкинуло Львівське братство).
Помер 10 лютого 1607 року. Похований в Унівському монастирі.
Гедеон Балабан — єпископ Львівський і Кам'янець-Подільський — третій із числа єпископів відновленої Львівської єпархії. Єпископський титул ієрарха Львівського і Кам'янець-Подільського отримав при єпископській хіротонії після смерті свого батька Арсенія Балабана, який стояв у проводі цієї ж єпархії протягом двадцяти років (1549—1569) після монашого постригу. До цього часу єпископську кафедру Львова займав місцевий шляхтич Макарій Тучапський (1540—1549), який особисто спричинився до віднови галицького єпископського осідку. Слід зазначити, що процес віднови єпархії був важкою справою і потребував доброго фінансового сприяння. Наприклад за королівський декрет віднови 23 жовтня 1539 року король отримав від місцевої шляхти 310 волів. Крім цього, за номінаційну грамоту для Макарія Тучапського до королівського двору додатково перегнали іще 140 волів, що в загальному рахунку, склало 450 голів худоби. 22 лютого 1540 року Київський митрополит Макарій Московитянин погодився висвятити першого єпископа для відновленої єпархії, яким став Макарій Тучапський. Від цього часу за єпископами Львівської єпархії зберігся титул «Єпископ Львівський і Кам'янець-Подільський», а місцем їх осідку став святоюрський монастир. Служіння Макарія було важке і переповнене конфліктами з католицькою ієрархією Галичини.
1549 року після смерті Макарія повноправним кандидатом на Львівський престол став Арсеній Балабан. Устійнене тогочасне право патронату дозволило йому ще за життя свого попередника отримати грамоту на єпископську кафедру. Частково цьому посприяла руська шляхта, яка врахувала великий внесок роду Балабанів у віднову Галицького єпископства 1539 року. Відтоді династія Балабанів протягом 60-ти років тримала управу єпархії в своїх руках «начебто свою родинну справу». Як єпископ, Арсеній не відзначався активною діяльністю. Не спостерігаємо за ним ніяких реформ в культурно-освітніх чи соціальних процесах русинів. Уся його діяльність радше зводилась до судових процесів з львівським братством та місцевим латинським архієпископом. Як зазначають історики, у своїй діяльності він був «заслабий на тодішні умови». В загальному діяльність Арсенія Балабана мала подвійне спрямування. В першому випадку він працював для Церкви і не відзначався сильною активністю, в другому випадку він працював для власного матеріального збагачення і збагачення своєї родини. Останнє стало пріоритетним напрямком його діяльності і навіть супроводжувалось деяким насиллям. За це він неодноразово отримував попередження від королів Жигмонта І, Жигмонта ІІ і митрополита Київського Макарія ІІ. Помер Арсеній Балабан 1569 року.
Згідно з королівською грамотою Жигмонта ІІ, даною ще з 1566 року, повноправним «спадкоємцем» Арсенія став його син Григорій Балабан, висвячений для Львівської єпархії 1569 року. Єпископській хіротонії передував монаший постриг, після якого Григорій почав називатися Гедеоном. Інтронізація Гедеона не відбулася вчасно. Після смерті його батька він став не єдиним претендентом на Львівську єпископську кафедру. Суперником Гедеона був львівський шляхтич Йона (Іван) Лопатка-Осталовський, номінований королівською грамотою за сприянням латинського архієпископа Станіслава Сломовського. Цей же архієпископ наказав львівському старості ввести єпископа Йону в єпархіальну управу і не допускати в єпископські палати раніш номінованого Гедеона Балабана. Гедеон розпочав судовий процес і з 1569 до 1576 року по-суті був лише титулярним не діючим єпископом. 1576 року помер Йона Лопатка-Осталовський — Гедеон став єдиним Львівським єпископом аж до своєї смерті 1607 року (в єпископському сані перебував 38 років, з яких 7 просидів в родинному осідку — Стрятині — очікуючи рішення судового процесу){.

## Інтелектуальна і духовна формація Гедеона Балабана
Через брак історичних документів практично неможливо говорити про інтелектуальну а тим більше духовну формацію Гедеона Балабана. Ми можемо хіба що на основі деяких здогадок і припущень розвинути нову гіпотезу, яка, однак, не буде мати доброго історичного підґрунтя. В історичному дослідженні польських науковців Hermanna Tuchle i C. A. Boumana існує винятково цікава інформація про інтелектуальну формацію Гедеона Балабана в якій говориться, що Львівський владика вчився в Острозькій Православній Академії. На наш погляд така думка є малоймовірною з огляду на ряд хронологічних причин. По-перше, якщо брати до уваги що Острозька Академія повстала не раніше 1570 і не пізніше 1580 року, то сам факт перебування Гедеона в руській школі є неможливим, оскільки він вже до цього часу був єпископом Львівської єпархії. По-друге, наші припущення що Львівський ієрарх міг вчитися в пізніший період також є хиткими, адже загальновідомо що з 1569 по 1576 рік він перебував в своєму родинному осідку Стрятин, відбуваючи судові процеси з Йоною Лопаткою-Осталовським за Львівську єпископську кафедру. Залишається хіба ствердити, що Гедеон можливо мав свої особисті зв'язки з цим руським освітнім центром, завдяки чому він потрапив у академічні документи Острога. Серед українських дослідників напевно єдиними хто фрагментарно згадує про науковий рівень Гедеона Балабана є М. Грушевський, І. Назарко і Б. Ґудзяк. Кожен з них у свій спосіб говорить про освіту православного владики, що дозволяє нам узагальнено сформувати свій особистий погляд на цю дискусійну і недосліджену тему. Наприклад, Михайло Грушевський вважає Львівського єпископа розумною людиною і каже що він був «…досить освічений і обізнаний в церковних і книжних справах». Ця думка також знаходить своє підтвердження у дослідницькій праці Іринея Назарка, який називає Гедеона Балабана безперечно здібнішим за свого батька Арсенія (Марка). Борис Ґудзяк з іншої перспективи підходить до розгляду цієї проблематики. В історичних дослідженнях цього сучасного науковця немає прямих і конкретних вказівок про освіту владики Гедеона. Тільки одне його припущення, що галицький ієрарх ймовірно, не володів грецькою мовою при переговорах з антіохійським патріархом Йоакимом 1586 року дозволяє нам по-іншому поглянути на певний освітній рівень Львівського владики. Проте навіть усі ці історичні відомості не дають остаточно зробити висновок про те, в яких навчальних закладах вчився Гедеон, під впливом кого він виховувався і який інтелектуальний рівень цього православного єпископа. Якщо про освітній рівень Гедеона Балабана є принаймні деякі свідчення та незначні припущення, то про духовну формацію Львівського владики немає найменших згадок. Архівні документи дозволяють припустити, але не ствердити, що Гедеон не мав доброї духовної формації. Будучи на військовій службі він навіть не думав про єпископський сан, допоки батько не порадив йому постригтися в ченці і перейняти управу Львівської єпархії. З цього логічно випливає, що майбутній галицький ієрарх самостійно не готувався до душпастирської діяльності, а покликання і грамоту на Львівську кафедру отримав від свого батька Арсенія. Можливо Арсеній Балабан, як батько і єпископ, мав релігійний вплив на тоді ще молодого Григорія і, принаймні на рівні шляхетних мирян, спричинився до духовного збагачення сина, однак це лише наші не до кінця аргументовані припущення.

## Єпископське служіння Гедеона Балабана і його вклад у розвиток релігійно-культурних процесів Галичини
Історики неоднозначно оцінюють єпископську діяльність Гедеона Балабана і умовно поділяють її на два періоди — до і після унійний. В дослідженнях Г. Лужницького душпастирство Львівського владики описане лише в негативному світлі. М. Грушевський єдиною і основною причиною такої діяльності цього сильного і енергійного чоловіка вважає його гордовитий характер. Цілком протилежної думки є І. Крип'якевич. Він говорить про Львівського ієрарха як про людину «культурну і з темпераментом». Для Софії Сеник єпископ Балабан є ревним, діяльним і одночасно нетактовним православним пастирем, а Б. Ґудзяк, характеризуючи реформаторську діяльність владики, представляє його сильною особистістю, хоча і часто схильною до конфліктів.
Як будь-яка громадська діяльність, душпастирське служіння Гедеона Балабана носить позитивний і негативний характер. До позитивних аспектів його душпастирства відносять турботу за освітній рівень народу і видавничу діяльність; до негативних — конфлікти з братством і монастирський розбій. Гедеон перевершив свого попередника довготривалістю перебування на єпископській кафедрі і методами боротьби за монастирські обителі. 23 липня 1589 року владика разом з небожем Григорієм напали на Жидичинський монастир і пограбували дану обитель.
Розбою не оминув Унівський монастир. Згідно королівської грамоти від 30 липня 1597 року, новим архимандритом монастиря став його родич Іван Балабан. Родинні відносини з Іваном і прагнення матеріального збагачення дозволили Гедеону з новою силою взятися до «приватизації» монашої обителі. Усі незадоволені ченці були вивезенні в «невідоме», а монастир залишився повністю пограбований.
Подібні конфлікти траплялися із Успенським ставропігійним братством. Грамота Єремії ІІ 1588 року вилучила цю церковну організацію з-під влади місцевого єпископа і затвердила за нею право ставропігії. По-суті, це стало початком міжусобиць владики із братською установою міста. Коротке протистояння двох сторін загострилось після судових процесів не на користь галицького єпископа. Двадцятилітня двостороння боротьба Гедеона із братчиками гальмувала розвиток релігійно-культурних процесів і вражала своєю нетолерантністю. Владика часто робив розбійні набіги на приватну власність братства та вдавався до фальсифікації патріарших грамот про скасовування ставропігійних прав. При погромах Гедеону допомагали його брати Адам і Іван. Разом з ними він нищив братську школу і, на противагу братчикам, утворив таку ж при Святоюрському монастирі.
Найкраще про негативні сторони діяльності Гедеона Балабана свідчать синодальні документи 1589—1595 рр. Шість синодів Руської Церкви щорічно обговорювали єпископські конфлікти владики з місцевим ставропігійним братством. Тернопільський синод 1589 року розглядав судовий позов на Балабана за право володіння Онуфріївським монастирем. Берестейський синод 1590 року засудив Гедеона за розбійний напад на цю львівську чернечу обитель. На другий берестейський (третій) синод 1591 року галицький владика взагалі не з'явився, оскільки передбачав нове зіткнення з митрополитом. Третій берестейський (четвертий) синод 1593 року відлучив Львівського владику від церковного служіння на підставі митрополичої і патріаршої грамот. Четвертий (п'ятий) берестейський синод 1594 року потвердив відлучення єпископа Балабана від церкви і «низложилъ (его) съ стану епископского и отъ всего сана святительскаго». Щойно після шостого синоду в Слуцьку 1595 року відбулося коротке замирення відновленого в сані Гедеона Балабана з митрополитом Михайлом Рогозою.
Формальне перемир'я з Львівським братством наступило значно пізніше. 1607 року обопільним компромісним рішенням Гедеон Балабан і львівське ставропігійне міщанство помирилися і взаємозобов'язали себе до антиунійної співпраці. М. Грушевський схарактеризував такий розвиток подій як «повну капітуляцію гордовитого владики перед львівськими хлопами».
Гедеон Балабан залишив свій слід в історії не лише як людина горда і непримиренна, але як культурний діяч і реформатор освітніх процесів. 1585 року Львівський єпископ зупинив процес продажу друкарських верстатів Івана Федорова "до московоє землі… " і разом з братством дав у заставу 1500 золотих на те, щоб друкарня перейшла в користування братчиків. Протягом трьох років (1586/7/8) він ревно продовжував збирати гроші для цієї мети і завершив розпочатий процес аж в 1589 році. 1585 року за дозволом польського короля Стефана Баторія галицький єпископ своїм власним коштом заснував друкарні в Стрятині і Крилосі, де розпочав видавничу діяльність. 1606 року з друкарні Крилосу виходить зредагована ним «Учительна євангелія» і майже в той самий час в Стрятинській друкарні готується до друку укладені владикою церковні «Служебник» (1604) і «Требник» (1606). Польський король дозволив також відкрити Львівському єпископу нові освітні установи, в яких здобували освіту прості миряни і майбутній клир.
Належно треба оцінити заслуги Гедеона Балабана в боротьбі за права православних вірних Львівської єпархії. 1579 і 1580 року він зумів оборонити православне населення від насилля латинського архієпископа Яна Сененського, який силою забрав майно руських церков. 15 лютого 1585 року в Варшавськом суді під протекцією князя Острозького руський єпископ отримав ще одну перемогу над латинським ієрархом і судовим рішенням зобов'язав його до мирного двохконфесійного співіснування. Не поступався православний владика і обрядовими практиками Руської Церкви. Він не реагував на накази Константинопільського патріарха відкинути практику посвячування великодніх пасок і далі підтримував цей місцевий народний звичай. Душпастирство Гедеона Балабана не обмежувалось тільки Львівською єпархією. На прохання митрополита Рогози Гедеон візитував Перемиську єпархію, єпископський престол якої вважався вакантним після смерті Арсенія Брилинського. Реакція Львівського єпископа на стан Перемиської єпархії була вражаюча: «…священники не покорялись своему єпископу, не ъздили къ нему на соборы, не брали у него св. мира для таинства, совершали…беззаконные браки и вънчали мущинь на похищенныхъ ими дъвицах, беззаконно расторгали браки…по смерти своих женъ, держали у себя наложницъ». Конструктивні дії Балабана на оновлення цієї єпархії є ще одним прикладом його турботи за Руську Церкву. Він не тільки закликав клирикальні кола до нормального релігійно-морального життя, але й погрожував непокірним церковним відлученням.
Щоб краще зрозуміти причини такої неоднозначної діяльності Львівського єпископа, необхідно насамперед поглянути на стан тогочасного церковного життя. Після від'їзду патріарха Єремії ІІ Київська ієрархія взяла курс на оновлення своєї Церкви. В цьому контексті зрозумілими стають так звані «покутничі синоди» 1589—1595 рр., на яких єпископи обговорювали ряд конструктивних заходів спрямованих на досягнення запланованих цілей. Одночасно в процесі церковного відродження активну участь брали братства, які згодом переросли в респектабельні церковні установи і почали диктувати єпископам свої умови. Саме це у Львівський єпархії не сподобалося Гедеону Балабану. Без сумніву, він поважав Успенське братство Львова і навіть деякий час співпрацював з цією міщанською організацією. Однак зростання авторитету світського елементу і його пряме втручання в життя ієрархічної структури Руської Церкви зумовили спротив єпархіяльного владики. Чим більше зростало братство тим сильнішим ставав спротив Гедеона. В кінцевому рахунку все це переросло в фізичні розправи владики над членами братств. Гедеон Балабан «…устроював узброєні наїзди на братські монастирі і церкви, розгоняв їх учителів і священиків, публічно виключав братчиків із Церкви».

## Унійні починання Львівського ієрарха і його непередбачуваний відхід від унії
Ідея унії в православних колах Речі Посполитої не належала суто Гедеону Балабану. На початку XVI століття поняття церковної єдності було широко знане в руському народі і прогресувало в елітарних колах українсько-білоруської шляхти. Серед руських аристократів першим ініціатором універсальної унії виступив князь Костянтин Василь Острозький; серед руських єпископів голосно про це заговорив Гедеон Балабан. Взагалі для Київської православної ієрархії питання віднови єдності із Західною Церквою завжди було актуальним і одночасно суперечним. Перші неофіційні розмови про унію на рівні двох ієрархів (грецького Єремії ІІ і Київського Михайла Рогози відбулися при відвідинах патріархом Руської митрополії 1589 року) Єремія позитивно віднісся до дискусійної теми, однак надалі невідомим залишається питання, про яку унію говорили патріарх і митрополит — універсальну чи партикулярну? Крім єпархіяльних єпископів унійне питання також хвилювало і братські церковні установи, які спекулювали високою ідеєю для досягнення своїх утилітарних цілей. Наприклад, Успенське братство Львова в листі до Константинопольського патріарха від 6 лютого та 7 вересня 1592 року декларативно грозилося перейти на унію в разі невиконання його прохань. «Багато притакнуло раді віддатися римському самовладному архиєрейству і пробувати під папою римським…».
Активне заангажування Львівського єпископа в унійний рух почалось з 1589 року. Цього року Єремія ІІ провів ряд церковних реформ, які безпосередньо заторкнули галицького владику і сильно вразило його єпископську гідність. По-суті це стало основною причиною унійних провокацій Балабана, який припав до ніг латинського архієпископа і просив звільнити його від свавілля патріарха: «…сам латинський архієпископ може сказати, що Львівський владика приїзджав до нього до Дунаєва, благав зі слізьми й падав до ніг, щоб освободив його з неволі царгородських патріархів, обіцяючи покоритися Римському Папі…». В своїх намірах галицький ієрарх виявився не один. Єпископи Луцький — Кирило Терлецький, Пінський — Леонтій Пельчицький і Холмський — Діонізій Збіруйський разом з Балабаном почали активну діяльність спрямовану на віднову Руської Церкви. Важко сказати які причини спонукали трьох єпископів розпочати співпрацю з Гедеоном. Ймовірно, це насправді було прагнення єдності Церкви, яке яскраво проявилося після від'їзду Єремії ІІ. Впровадження унії не було спонтанною і необдуманою справою. Це був довгий, хоч і таємний шестирічний процес підготовки. В цьому напрямку діяльність єпископа Гедеона вражає логічністю, послідовністю і конструктивністю. Він перший шукає підтримки латинської ієрархії. В Сокалі після з'їзду 27 червня 1594 року разом з Терлецьким і Збіруйським владика приготовляє унійну декларацію і, що найголовніше, єдиний серед цілого єпископату скликає єпархіяльний синод, де відкрито говорить про намічене поєднання.
Однак цього ж року після розмов з князем К. В. Острозьким наступає радикальна зміна поглядів галицького ієрарха. 1 липня (6 місяців після синоду) Гедеон Балабан перший відкрито відступає від запланованого ним поєднання і вносить у Володимирські гродські книги протест проти унії. Згодом із тим же князем він скликає православний собор у Бересті, де засудив власну ідею, для якої працював п'ять років. Весь парадокс цієї ситуації полягає в тому, що Гедеон сприймав ідею унії не як поєднання Церкви, а як втечу від контролю братства. Сучасники Балабана об'єктивно описують шквал братсько-єпископських міжусобиць в яких він «…був би радий взяти собі на поміч самого диявола, а не то Римлян». Львівський владика прагнув тієї влади, яку ставропігійним правом обмежив йому Єремія ІІ і з цією метою він йшов на поєднання. «Після сутичок із Львівським братством Гедеон і собі запраг прав гегемона в своїх володіннях, що їх мали ієрархи Римо-Католицької Церкви, — саме це спонукало його порушити справу унії». Очевидним також тут є факт емоційної мінливості галицького єпископа, поведінка якого була непередбачувана під тиском зовнішніх обставин. Ніякі погрози митрополита і умовляння Іпатія Потія не привернули Львівського владику до лона з'єдиненої ієрархії. 9 жовтня 1596 року митрополит Рогоза і собор єпископів Київської митрополії в Бересті, відлучили Гедеона Балабана від церковного служіння. «…абы-сь не дерзнул петрахиля на выю свою взлагати и отнюд никоего священнодействия правити, вечно и неразрешенно от Бога…». Згодом за церковним викляттям король 15 грудня 1596 року видав свій універсал в якому засудив діяльність двох нез'єдинених ієрархів і закликав православне населення не контактувати із відступниками. «…щоб ви Копистенського та Балабана від цього часу за владик не мали, благословення — як від проклятих, — не брали, зв'язку й поєднання з ними як з проклятими, не мали». Після унії діяльність Гедеона ще більше активізується. Він стає патріаршим екзархом в Україні, формально примиряється з братством, займається видавничою діяльністю. Наявним прикладом цього є його Стрятинський «Служебник» (1604), «Требник» (1606) і зредагована в Крилосі «Учительна євангелія» (1606). Колишня братська боротьба владики вщухає і переходить у форму благословенств. 1606 року він благословляє початки шкільного юнацького братства в Замості і, як душпастир, доглядає за Луцькою, Холмською, Пінською, Полоцькою і митрополичою єпархіями. Універсальна діяльність Гедеона Балабана в даних єпархіях дозволила йому, як патріаршому екзарху, вільно святити для православних громад нових священиків. Взагалі Гедеон Балабан отримав від патріарха Мелетія необмежені права. Після унії до обов'язків галицького єпископа належало «…обрати нового митрополита та єпископів, церков утвердити і весь церковний чин устроїти». Чисельність новопоставлених Балабаном єреїв є незаперечним фактом того, що православне населення не спішило переходити в унію і надалі вимагало опіки православних душпастирів. З огляду на це галицький ієрарх насвятив для них стільки священиків, що, за словами очевидців, «…міг робити з волосся стрижеників повстини». У відповідь на такі дії Балабана греко-католики погрожували Львівському владиці розправою і навіть намірялися його вбити. Отже, покинувши ідею унії, Гедеон Балабан не залишився осторонь церковно-релігійних процесів а активно включився в антиунійну боротьбу яку розпочав з князем Костянтином Острозьким. Унійний лідер став лідером антиунійним і ним залишився до кінця свого життя.